# Палацоло Верчелезе
Палацо̀ло Верчелѐзе (на италиански: Palazzolo Vercellese; на пиемонтски: Palasseu, Паласеу) е село и община в Северна Италия, провинция Верчели, регион Пиемонт. Разположено е на 137 m надморска височина. Населението на общината е 1241 души (към 2014 г.).